# 莫扎克 (上加龙省)
莫扎克（法語：Mauzac，法語發音：[mozak]）是法国上加龙省的一个市镇，属于米雷区。

## 地理
莫扎克（43°22'31"N, 1°17'29"E）面积9.27 平方千米，位于法国奧克西塔尼大區上加龙省，该省份为法国西南部内陆省份，西南端与西班牙接壤，自此顺时针与上比利牛斯省、热尔省、塔恩-加龙省、塔恩省、奥德省和阿列日省接壤。
与莫扎克接壤的市镇（或旧市镇、城区）包括：勒福加、莱兹河畔博蒙、蒙托、诺埃。

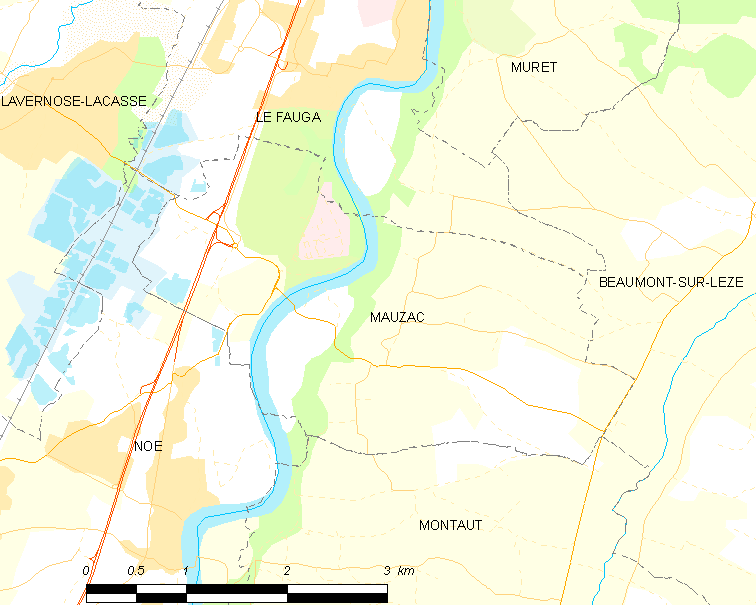
的OSM定位图

莫扎克的时区为UTC+01:00、UTC+02:00（夏令时）。

## 行政
莫扎克的邮政编码为31410，INSEE市镇编码为31334。

## 政治
莫扎克所属的省级选区为欧特里沃县。

## 人口

1962-2008年间人口变化图示

莫扎克于2022年1月1日时的人口数量为1343人。